# Sonček je ...... (Skuštrana)
»Sonček je ...... (Skuštrana)« je skladba iz debitantskega solo albuma Zorana Predina iz leta 1992. Predin je istočasno tudi avtor glasbe in besedila.

## Snemanje
Producent je bil David Šuligoj, snemanje pa je potekalo v studiu 26, RTV Slovenija. Skladba je leta 1992 izšla na debitantskem solo albumu Gate na glavo pri založbi Helidon, na kaseti in zgoščenki.

## Zasedba

### Produkcija
- Zoran Predin – glasba, besedilo
- Marko Vuksanovič – aranžma
- David Šuligoj – producent
- Andrej Semulič – tonski snemalec

### Studijska izvedba
- Zoran Predin – vokal
- Marko Vuksanovič – back vokali
- David Šuligoj – back vokali
- Bor Zuljan – kitara
- Los Malancanos – spremljevalna zasedba